# Kohlehafen Frankfurt
Der Kohlehafen Frankfurt war ein Binnenhafen in Frankfurt am Main, der von etwa 1886 bis 1912 in Form einer Lände bestand. In ihm wurden insbesondere Kohle sowie Petroleum umgeschlagen und gelagert, bis er zugunsten des neuen Osthafens aufgegeben wurde.

## Lage
Der Hafen befand sich linksmainisch gegenüber dem Frankfurter Westhafen in den Stadtteilen Sachsenhausen und Niederrad zwischen der damaligen Wilhelmsbrücke (heute Friedensbrücke, Mainkilometer 33,89) und der Main-Neckar-Brücke (Mainkilometer 32,77) an der Stelle des heutigen Theodor-Stern-Kais.

## Geschichte
Mit dem Wachstum der Stadt Frankfurt Ende des 19. Jahrhunderts wuchs auch der Bedarf an Kohle, der über die bisherigen Umschlagsplätze nicht abgedeckt werden konnte. Da der Ausbau des Winter- und Sicherheitshafens zum Westhafen für Stück- und Lagergüter vorgesehen war, legte die Stadt auf der gegenüberliegenden Flussseite auf der freien Fläche zur selben Zeit ergänzend den Kohlehafen an.
Die Kaimauern hatte eine Länge von 1060 Metern, das Hafengelände reichte 50 Meter, stellenweise bis zu 100 Meter in die Stadtteile hinein. Die rund 50.000 Quadratmeter des Hafens waren mit etwa großen 20 Lagerplätzen für Kohlen belegt, im hinteren Bereich befand sich zudem ein oberirdischer Petroleumbehälter, der per Rohrleitung mit dem Kai verbunden und aus Sicherheitsgründen mit einem Erdwall umgeben war. Zur Ausstattung gehörten sechs hydraulische Krane, zwei Dampfkrane, 7,5 Kilometer Gleise, 24 Drehscheiben, eine Schiebebühne, fünf Gleiswaagen und Spillanlagen zum Verziehen der Schiffe und Eisenbahnwagen. Die hydraulischen Anlagen wurden durch ein Ringleitungssystem angetrieben, das vom Druckwasserwerk im Westhafen gespeist wurde. Die Bahngleise im Hafen waren mit einem Gleisbogen verbunden, der an den Südbahnhof angeschlossen war. Neben Kohle und Koks, die beide fast ausschließlich aus dem Ruhrgebiet stammten, sowie Petroleum wurden dort auch Hölzer und Erze umgeschlagen.
Die Kapazitäten des Westhafens wie des Kohlehafens reichten jedoch nicht aus, und die Stadt Frankfurt baute zusätzlich den Osthafen, der 1912 eingeweiht wurde. Gleichzeitig wurde der Standort des Kohlehafens zur Erweiterung des städtischen Krankenhauses, dem heutigen Universitätsklinikum Frankfurt, benötigt. Argumentativ unterstützt wurde ein Umzug des Kohlehafens auch durch die Belästigung durch Rauch und Kohlenstaub, über den es aus der benachbarten Wohnsiedlung wie auch aus dem Krankenhaus Beschwerden gab. Nach Eröffnung des Osthafens wurde der Kohlehafen aufgegeben, und die dort ansässigen Firmen übersiedelten sukzessive an den neuen Standort im Frankfurter Ostend.

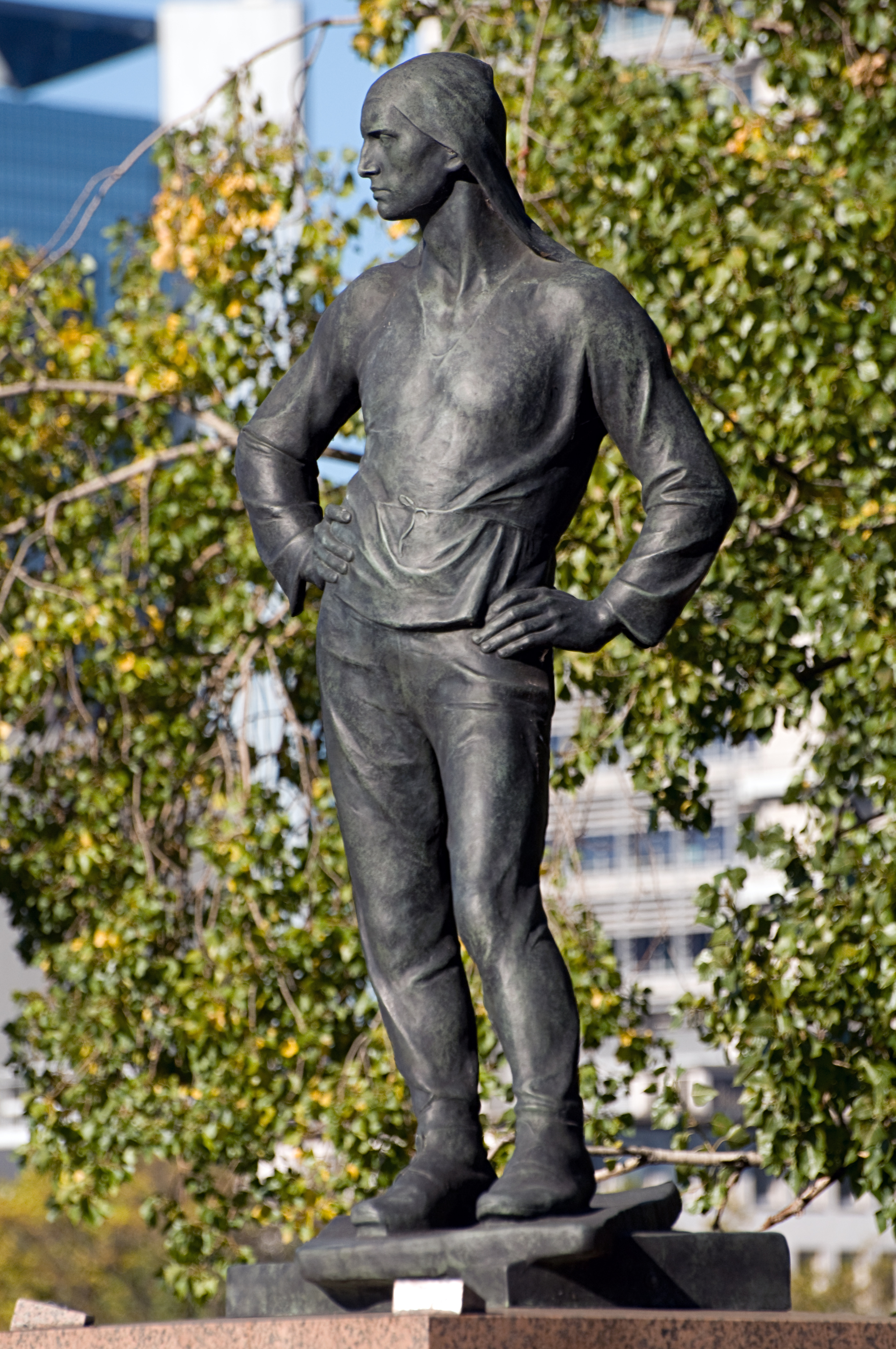
Die Bronzeplastik Der Hafenarbeiter erinnert an die Schauerleute, die insbesondere im Kohlehafen tätig waren.

## Spätere Nutzung des Geländes
Nach der Übersiedlung der Kohlehändler im Kohlehafen wurden die Anlagen demontiert. Nach dem Ersten Weltkrieg wurden im westlichen Bereich des Geländes die Erweiterungsbauten des städtischen Krankenhauses errichtet. Im östlichen Bereich sollten Wohnbauten entstehen. Stattdessen wurde dort 1928 das AOK-Gebäude errichtet, das 1951 durch das AEG-Hochhaus ersetzt wurde. Heute stehen im Bereich des früheren Kohlehafens das Bürogebäude der Allianz-Versicherung und das Universitätsklinikum.

## Erinnerung
Den Hafenarbeitern im Kohlehafen und im Westhafen hat die Stadt Frankfurt ein Denkmal gesetzt. Die von Leo Gans, dem Leiter der Cassella Farbwerke Mainkur, gestiftete Bronzeskulptur Der Sackträger wird heute als Der Hafenarbeiter bezeichnet. Die von Constantin Meunier geschaffene Skulptur wurde 1906 erworben, 1910 aufgestellt und steht heute am südlichen Brückenkopf der Friedensbrücke.